# Ridiculiphora regalis
Ridiculiphora regalis är en tvåvingeart som beskrevs av Ronald Henry Lambert Disney 1997. Ridiculiphora regalis ingår i släktet Ridiculiphora och familjen puckelflugor. Inga underarter finns listade i Catalogue of Life.